# Paul Petit
Pour les articles homonymes, voir Petit et Paul Petit (homonymie).
Paul Petit, né le 29 juillet 1914 à Aillant-sur-Tholon (Yonne) et mort le 24 juin 1981 à La Tronche, est un historien français, spécialiste d'histoire romaine. Il est professeur à l'université de Grenoble.

## Biographie
Paul Petit est agrégé d'histoire (1937), spécialiste de l'Antiquité. Il enseigne aux lycées d'Oran, de Toulon, de Marseille (1944-1949) puis au lycée Hoche de Versailles (1954). Il enseigne ensuite à la faculté des lettres de Grenoble (1955-1980).

## Publications
- Libanius et la vie municipale à Antioche au IVe siècle après J.-C, Librairie orientaliste Paul Geuthner, 1955, 446 p., (ASIN B0017UTVF2)
- Les Étudiants de Libanius, 1957, (ASIN B0017UTVKC)
- Précis d'Histoire Ancienne, Paris, PUF, 1962, 351 p., 21 cartes

Payrau Sylvain, « Notes de lecture », Revue des Études Anciennes, t. 65, nos 1-2,‎ 1963, p. 142-143 (lire en ligne)
Charles Delvoye, « Notes de lecture », L'antiquité classique,, t. 32, no 2,‎ 1963, p. 703-705 (lire en ligne)
- La civilisation hellénistique, 1962, PUF, coll. Que sais-je ?, n° 1028, 128 p.
- La paix romaine, PUF, coll. Nouvelle Clio – l’histoire et ses problèmes, Paris, 1967, 2e édition 1971
- Histoire générale de l’Empire romain, Seuil, 1974, 800 p.  (ISBN 2020026775)